# Préhistoire des îles Baléares

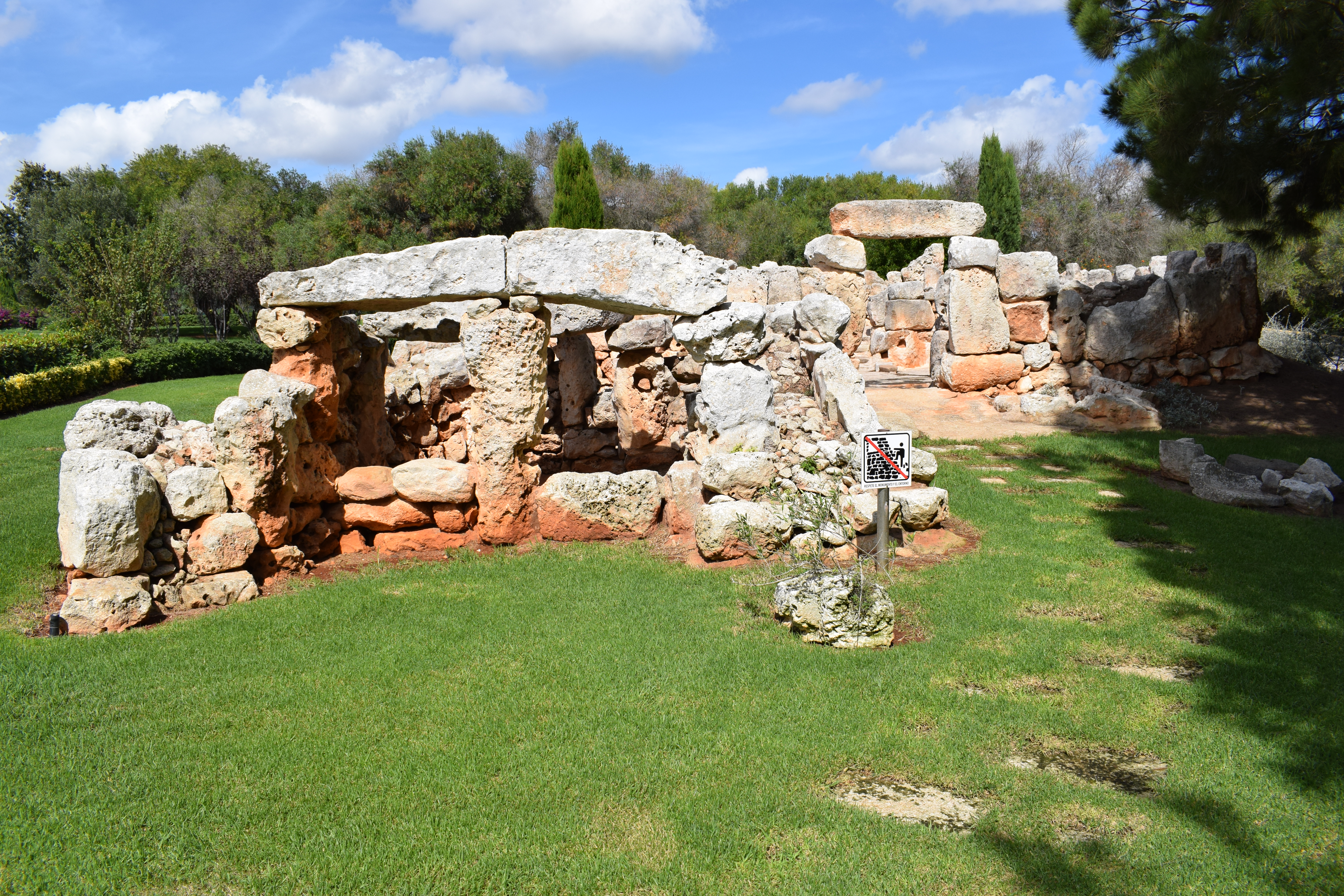
Biniparratx Petit, ancien village talayotique de Minorque.

La préhistoire des îles Baléares demeure mal connue et comporte encore de nombreuses interrogations. En l'état actuel des connaissances, les plus anciennes traces attestées d'une présence humaine ans les îles de l'archipel des Baléares ne remontent pas avant le Néolithique récent (IIIe millénaire av. J.-C.). Les suspicions d'une présence plus précoce, au début du IVe millénaire av. J.-C. voire dès le milieu du Ve millénaire av. J.-C., demeurent controversées. Le peuplement des îles se serait fait depuis la péninsule ibérique à Ibiza, puis dans les autres îles par sauts maritimes successifs. Dans un premier temps, le niveau de développement des activités humaines dans l'archipel paraît en net retrait par rapport à celui qui caractérise alors le continent, ce qui a conduit à qualifier le Néolithique des Baléares de « Mésolithique tardif ». Dans un second temps, les îles de Majorque et de Minorque s'illustrent par un développement culturel original qui se traduit par des constructions monumentales spécifiques à l'archipel ainsi que par l'essor d'une culture préhistorique et protohistorique propre : la culture talayotique.

## Premières présences humaines
Jusqu'au milieu du XXe siècle, il était admis que les premières occupations humaines dans les îles Baléares dataient des débuts du IIe millénaire av. J.-C., durant la période d'El Argar. L'étude des céramiques découvertes dans les années 1960, dans les grottes majorquines de Vernisssa et Sa Canova, a conduit à repousser cette chronologie légèrement à la hausse vers l'extrême fin du IIIe millénaire av. J.-C.. Des fouilles plus récentes, à Majorque comme à Minorque, de plusieurs grottes et d'abris sous roche tendent à indiquer une présence humaine dans ces îles encore plus précoce, au début du IVe millénaire av. J.-C. voire dès le milieu du Ve millénaire av. J.-C.. La qualité des échantillons utilisés n'est pas totalement satisfaisante et les datations obtenues comportent des marges d'incertitude assez importantes.

### À Majorque

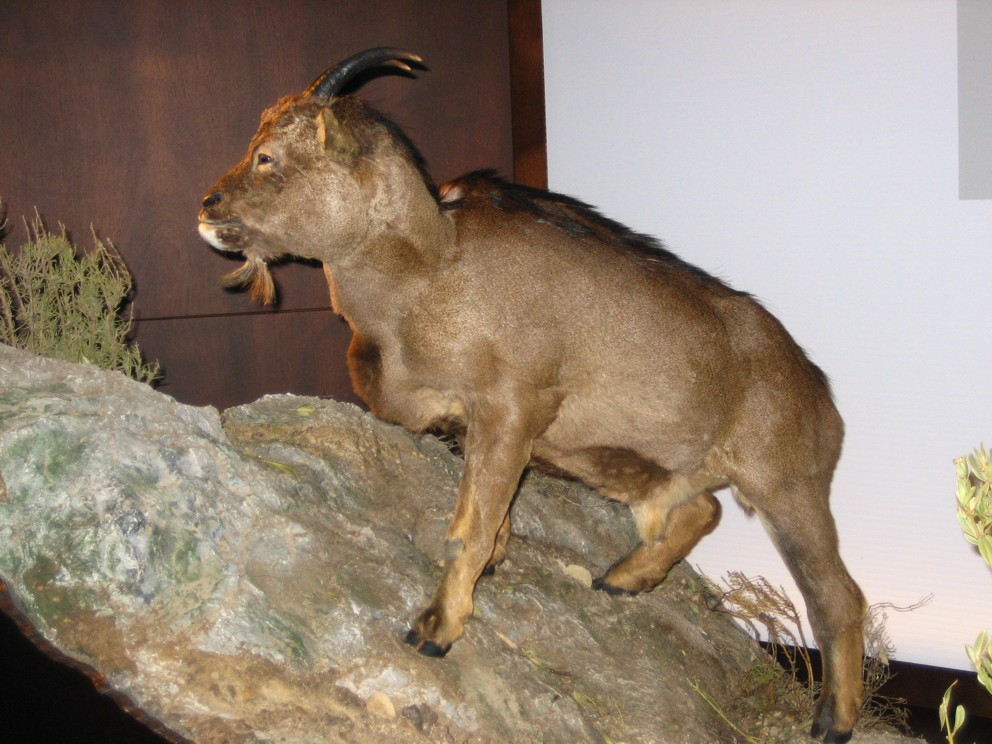
Myotragus balearicus (reconstitution).

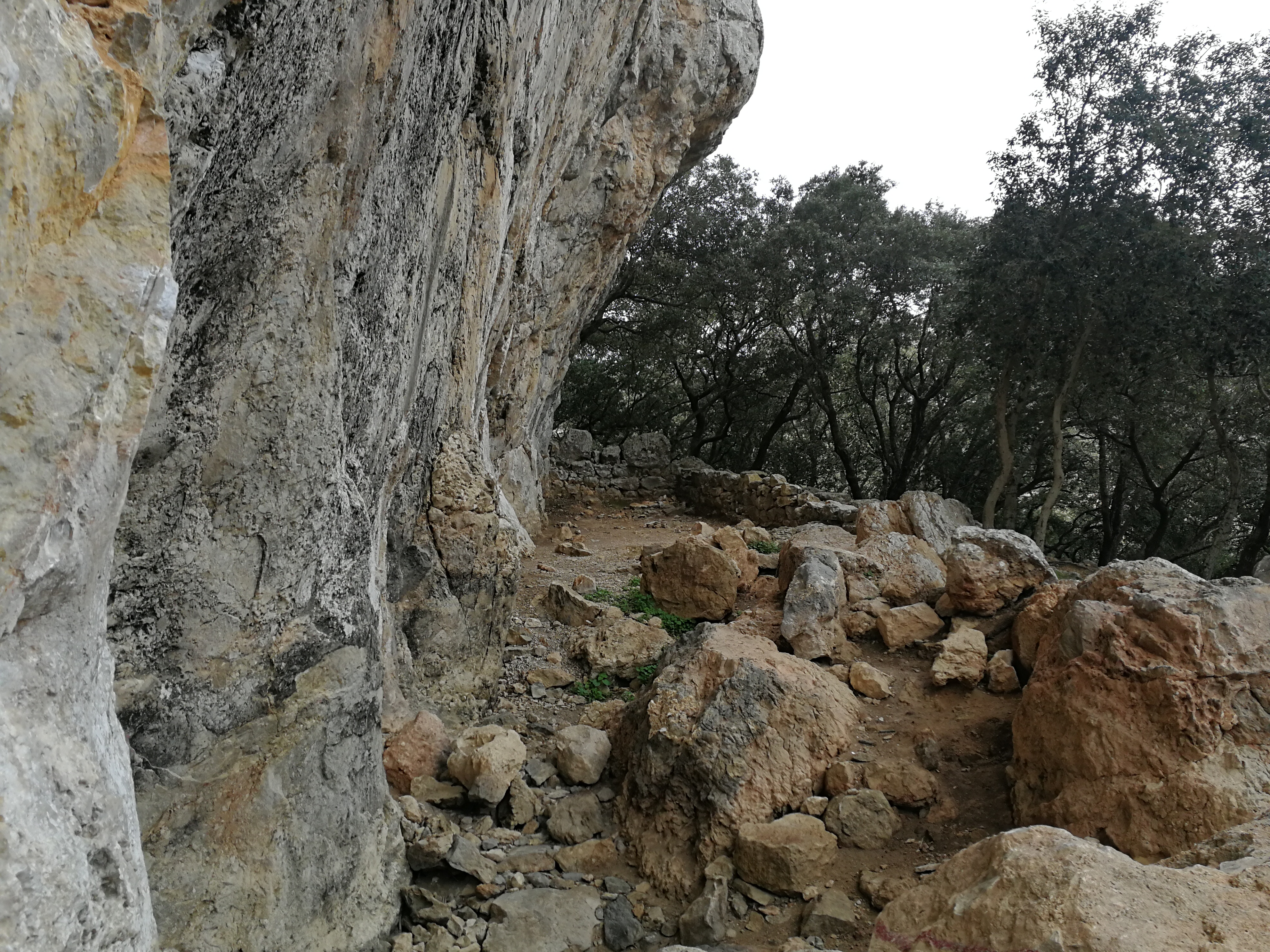
Abri de Son Matge (Majorque).

La fouille de la grotte de la Muleta en 1962 a fourni une stratigraphie continue durant près de 100 000 ans, étudiée par William Henre Waldren (de) et par Guillermo Rosselló Bordoy (es). L'essentiel des dépôts est de nature paléontologique et correspond à des ossements de Myotragus balearicus. Les restes osseux de quatre ou cinq individus, datés au radiocarbone de - 3985 av. J. -C. +/- 109, y ont aussi été recueillis. Ces individus n'ont pas été inhumés, ils sont tombés accidentellement dans une cheminée, masquée par l'obscurité, reliant les deux niveaux de la grotte. Malgré de bonnes conditions naturelles de conservation, aucun crâne et aucun os long n'ont été découverts. Le matériel archéologique d'accompagnement découvert est aussi faible : des éclats de silex retouchés, onze aiguilles en os et des pierres calcaires oblongues ayant pu servir de percuteur ou de polissoir. Quant aux ossements de Myotragus (datés de 5185 av. J-C. +/- 80 et 6620 av.J.-C. +/- 350), ils ne comportent aucun indice laissant supposer qu'ils correspondent à des animaux ayant pu être chassés et consommés par l'homme.
L'abri sous roche de Son Matge (de), fouillé entre 1968 et 1975 par Waldren, a livré trois couches archéologiques d'environ 1,25 m d'épaisseur composées de coprolithes et de restes osseux de Myotragus balearicus comportant des marques d'origine anthropique : les cornes ont été sciées en « V » et les os longs comportent des marques de boucherie dues à des outils en silex aux points d'attache des muscles et des tendons. Deux datations au radiocarbone effectuées sur ces échantillons osseux correspondent à une première date de 4730 av. J-C. +/- 120 et à une seconde date calibrée de 5591 av. J.-C. Selon Waldren, le site pourrait correspondre à un enclos où les animaux étaient parqués, d'où la nécessité de leur couper les cornes pour éviter qu'ils se blessent dans cet espace étroit. Selon Waldren, l'absence de squelettes complets indique peut-être que certains quartiers de viande ont été découpés sur place puis emportés ailleurs. Selon V. Lull, les marques observées sur les cornes et sur les os ne seraient pas de nature anthropique, elles  auraient été produites par d'autres animaux Plus tardivement, vers 4700 av. J.-C. (- 3870 +/- 360), le site fut utilisé comme abri par des hommes. Six couches d'occupation ont été découvertes. Elles renfermaient des traces de foyers, un nucléus et quelques éclats de silex et des ossements de Myotragus brûlés avec des traces de boucherie. La datation d'un charbon de bois (- 3800 +/- 115) correspond à celle obtenue à la Muleta. 
La grotte d'Es Canet a livré une couche sédimentaire de plusieurs mètres incluant deux couches charbonneuses, datées au radiocarbone de 9130 BP +/- 570, auxquelles seraient associées des ossements de Myotragus balearicus portant des traces d'origine anthropique et des pierres comportant des traces de feu. Ces résultats ont été contestés car l'accumulation sédimentaire pourrait être d'origine naturelle (érosion) et les charbons pourraient correspondre à des traces d'un incendie naturel tandis que le caractère anthropique des marques sur les ossements demeure incertain. La marge d'erreur de la datation est suffisamment grande pour inciter à la prudence. 
Les données recueillies dans l'abri de Son Gallard sur des charbons de bois sont confuses. Il s'agit d'un abri utilisé comme refuge par des bergers qui y allumaient du feu. Un charbon de bois recueilli anciennement sur le site par Waldren a été daté au radiocarbone de 4230 à 3700 av. J.-C. Les datations, consécutives aux nouvelles fouilles, effectuées sur place en 2003, correspondent à une série chronologique comprise dans l'intervalle 2870-2500 av. J.-C..
En 1984, J. Pons-Moya a proposé de dater du Mésolithique une industrie lithique, d'un style inconnu, composée d'outils en silex (denticulés, racloirs, grattoirs, burins, perçoirs) et de déchets de taille, découverte lors de ramassages de surface, sans les sites d'Es Rafl des Porcs, d'Es Pont de Sa Plana et de Son Danŭs. Ces découvertes, difficilement datables, font encore l'objet d'une controverse.

### À Minorque
En l'absence d'un contexte stratigraphique certain (ramassages de surface), il n'a pas été possible de proposer une datation satisfaisante de la petite industrie lithique découverte dans les sites de Binimel Là et à Ciutadella de Menorca alors même que les quelques objets lithiques en question présentent des caractéristiques archaïques et des différences substantielles avec les objets du même type trouvés jusqu'à présent. Il n'est d'ailleurs pas exclu que ces découvertes correspondent en fait aux traces d'une présence humaine sporadique de passage dans l'île, donc sans établissement stable.
La Cova dels Morts sur la côte nord de Minorque est un abri similaire à celui de Son Matge qui a été utilisé pour héberger du bétail (ovins et bovins) dont les excréments ont été retrouvés dans la couche sédimentaire. L'analyse des cendres retrouvées compactées dans la strate III du site correspond à une date comprise dans l'intervalle 3520-3090 av. J.-C. La qualité de l'échantillon prélevé n'est pas totalement satisfaisante.

## Problématique du peuplement des îles
Les îles Baléares n'ayant jamais été accessibles à pied sec même au plus fort de la période des glaciations, le peuplement de l'archipel ne peut donc résulter que de l'arrivée d'habitants par la voie maritime. Ibiza est l'île la plus proche de la péninsule ibérique (92 km) et elle est elle-même distante de seulement 4 km de Formentera. La côte nord-ouest montagneuse de Majorque est visible d'Ibiza dans des conditions météorologiques très favorables. Majorque, la plus grande des îles de l'archipel, n'est distante de Minorque que de 48 km. Toutefois, jusqu'à une période récente, les traces humaines les plus anciennes connues sur ces deux îles (Ibiza et Formentera) étaient les tombes mégalithiques de Can Sergent (Ibiza) et de Ca Na Costa (Formentera), toutes deux datées des débuts du IIe millénaire av. J.-C.. En 1989, la fouille du site d'Es Pouàs au nord-ouest d'Ibiza a livré les restes d'animaux domestiques (ovidés et capridés) datés au radiocarbone d'une période comprise entre 4859 et 4449 av. J. C. L'idée selon laquelle le peuplement des îles se serait fait depuis la péninsule ibérique vers Ibiza, puis vers les autres îles par sauts maritimes successifs, à partir du Ve millénaire av. J.-C., apparaît alors comme possible, quand bien même le type d’embarcation utilisé demeure inconnu. Selon V. Guerrero, l'ensemble du territoire de l'archipel était occupé entre le IIIe millénaire av. J.-C. et le IIe millénaire av. J.-C. .
Pour autant, plusieurs interrogations demeurent. En premier lieu, les plus anciennes céramiques retrouvées sur l'archipel datent du deuxième tiers du Ve millénaire av. J.-C. (Son Matge) alors que son usage par les cultures néolithiques de la côte ibérique (culture de la céramique cardiale) est déjà solidement établi depuis un certain temps. En second lieu, alors que la révolution néolithique bat son plein sur le continent comment expliquer que la population des Baléares utilisent encore au milieu du IVe millénaire av. J.-C. des grottes et des abris sous roche comme habitats et que l’agriculture s'y développe si tardivement ? A Majorque, il est probable que l'abondance des troupeaux naturels de Myotragus balearicus ait retardé l'introduction du bétail domestique, qui est intervenue plus tôt à Ibiza (où Myotragus balearicus était absent), et expliquerait a contrario l'extinction de cette espèce, au IIIe millénaire av. J.-C., en raison de sa chasse abusive par l'homme. Ces interrogations ont ainsi pu conduire à parler de « Mésolithique tardif » ou de « Néolithique sans céramique » pour décrire la Préhistoire des Baléares. 

## Historiographie
A la suite des travaux de J. Colominas en 1920, l'historiographie ne distinguait, durant la première moitié du XXe siècle, que deux périodes distinctes pour décrire le Néolithique dans les îles Baléares : la « culture des grottes » et la « culture talayotique ». La « culture des grottes » était caractérisée par l'usage de grottes naturelles et artificielles comme habitat et comme espaces funéraires alors que la « culture talayotique » s'en serait distinguée par la construction de grands villages incluant un type d'édifice emblématique, le talayot. En 1965, G. Rosseló Bordoy et G. Llompart ont repris cette bipartition chronologique et rebaptisés ces deux périodes « pré-talayotique » et « talayotique ». Selon cette classification, qui deviendra la chronologie communément admise, le basculement d'une période à l'autre s'opère avec la construction des talayots, dont on fixe alors les premières apparitions autour de 1500 av. J.-C., résultant de l'arrivée dans l'archipel d'une nouvelle population. Toutes les constructions préhistoriques sont alors classées selon cette chronologie : les dolmens, les navetas et constructions naviformes, et quelques hypogées sont attribués au « pré-talayotique », tandis que les talayots, taulas, habitats en cercles et les grandes nécropoles à hypogées sont attribués au « talayotique ».
A la fin des années 1990, les fouilles archéologiques menées sur plusieurs sites préhistoriques de Minorque et l'utilisation de la datation par le carbone 14 conduisent à une remise en question de la chronologie classique : la période dite « pré-talayotique » se révèle bien plus complexe et s'enrichit de diverses évolutions (architecturales, sociales, économiques) distinctes tandis que les édifices talayotiques se révèlent être des constructions plus récentes que ce que l'on croyait jusqu'alors. Sur cette base, V. Guerrero et l'université des Îles Baléares proposent alors une nouvelle chronologie reprenant en partie la chronologie européenne classique : une première phase correspondant à la fin du Chalcolithique (aux alentours de 2000 av. J.-C.), une seconde phase correspondant à l'Âge du bronze (1750 -900 av. J.-C.) divisée elle-même en deux sous-périodes (bronze ancien et bronze final) et une dernière phase correspondant à l'Âge du fer marquée à ses débuts par la construction des premiers talayots (vers 900 av. J.-C.) et s'achevant avec la conquête romaine (en 123 av. J.-C.). 
V. Lull, de l'université de Barcelone, a proposé quant à lui une chronologie reposant sur les datations au carbone 14 des monuments préhistoriques emblématiques de l'archipel distinguant ainsi cinq périodes chronologiques : le « Dolménique » 2100-1600 av. J.-C.), le « Naviforme » (1600-1050 av. J.-C.), le«  Proto-talayotique » (1050- 850 av. J.-C.), le « Talayotique » (850 -550 av. J.-C.) et le « Post-talayotique » (550 -123 av. J.-C.).

## Période dolménique (2100-1600 av. J.-C.)
Les îles sont alors recouvertes d'un manteau végétal abondant (oliviers sauvages, chênes verts, lentisques, pins, bruyères...). Les premières populations proviennent probablement de la côté ibérique fuyant les conflits armés qui ont fait leur apparition sur le continent durant la seconde moitié du IIIe millénaire av. J.-C.. La densité démographique est alors très faible. Les habitats de cette période ne sont pas bien connus mais ils pourraient avoir été de nature précaire, résultant d'un mode de vie nomade, constitués par de petites huttes circulaires avec un sol en pierre comme celles découvertes à Majorque, ou correspondre à l'utilisation de grottes naturelles. Cette population de migrants a apporté avec elle des usages et des pratiques issues du continent, notamment dans le domaine funéraire. Elle perpétue la tradition des tombes collectives dans des dolmens et des para-dolmens mais quelques petits hypogées sont déjà utilisés (Cala Morell à Minorque). Les outils du quotidien sont encore essentiellement en matériaux organiques mais quelques pierres à aiguiser et des couteaux en cuivre ou bronze ont été découvert. Ces premiers objets en bronze doivent nécessairement avoir été importés de l'extérieur compte tenu de la quasi-absence des minerais nécessaire à leur confection (cuivre et étain) dans l'archipel. 
L'étude de la dentition de quelques squelettes de la période retrouvés indique qu'il s'agissait d'individus jeunes (les plus âgés ayant de 25 à 30 ans) consommant essentiellement des protéines animales et encore peu de céréales. Cette population subit des carences alimentaires durant l'enfance (fréquence des hypoplasies) et connaît une mortalité infantile importante (nombreux défunts âgés de moins de 4 ans). Les squelettes des individus les plus âgés comportent des traces d'arthrose indiquant la réalisation d'efforts prolongés. La population de l'époque dolménique correspond à de petits clans ou groupes familiaux, semi-nomades, se déplaçant à la recherche de nourriture pour elle-même et son maigre bétail et menant une existence précaire. C'est une société pacifique et sans véritable hiérarchisation (absence d'armes dans le mobilier funéraire, absence de constructions défensives).

## Période naviforme (1600-1050 av. J.-C.)
C'est durant cette période qu'apparaissent sur l'île de Minorque de grandes constructions en appareil cyclopéen, en forme de fer à cheval allongé, appelées constructions naviformes, à usage d'habitat. La rupture architecturale se traduit par des constructions funéraires qui deviennent plus monumentales : hypogées à plan allongé (Torre del Ram), tombe circulaire à triple parement (Ses Arenes de Baix), grotte à mur cyclopéen (Es Càrritx), premières navetas. Ces évolutions architecturales correspondent probablement à l'arrivée de nouvelles vagues migratoires depuis le continent qui se mêlent aux autochtones et diffusent de nouvelles pratiques (architecturales, socio-économiques, religieuses). Les grottes naturelles sont encore fréquentées dans le cadre de rituels religieux (dépôts d'offrandes) et les divinités adorées sont moins abstraites et de plus en plus souvent masculines. 

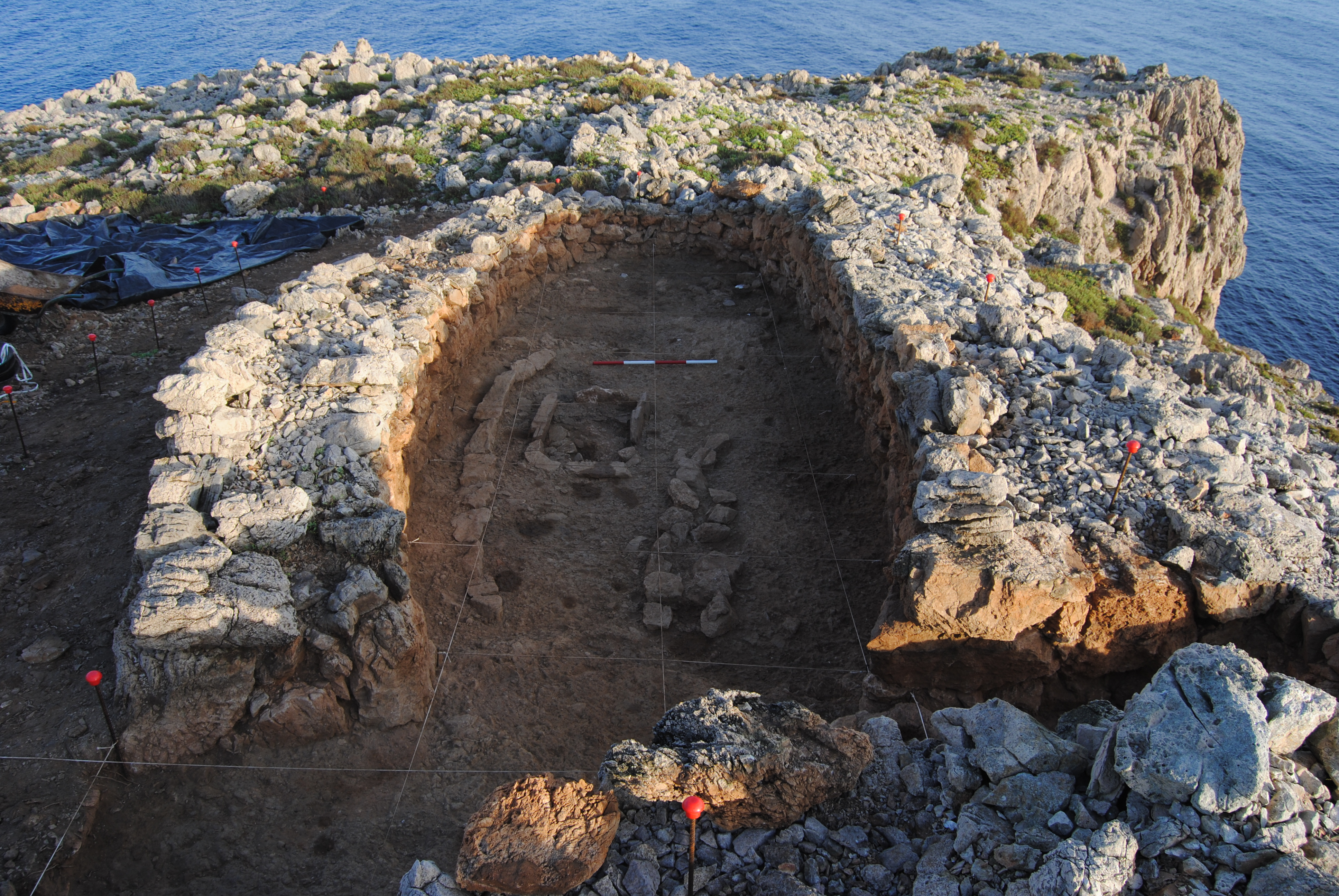
Habitat navifome de Cala Morell.

Les maisons naviformes sont adossées les unes aux autres par petits groupes de deux ou trois et les premiers villages d'une vingtaine d'édifices font leur apparition mais les anciens types d'habitat perdurent (huttes circulaires de Torralba d'en Salort, édifice allongé de Trebalúger). Les fouilles du village naviforme de Closos de Can Gaià (Majorque) indiquent que les maisons sont segmentées selon les usages domestiques : un premier espace est réservé à la cuisine et aux travaux domestiques, un second au repos et un troisième destiné au stockage des vivres et ustensiles. La construction de ces maisons, probablement collectives, impliquent une certaine organisation sociale mais aucune relation hiérarchique au sein des villages ou entre villages n'a pu être établie. A Minorque, des villages naviformes ont été  retrouvés sur tout le territoire mais la présence d'édifices sur les caps et promontoires côtiers (Coll de Cala Morell, Caparrot de Forma, Pop Mosquer) pourrait éventuellement correspondre à des sites constituant des points de repère pour la navigation ou de stockage dans le cadre d’échanges commerciaux au sein de l'archipel ou au-delà.

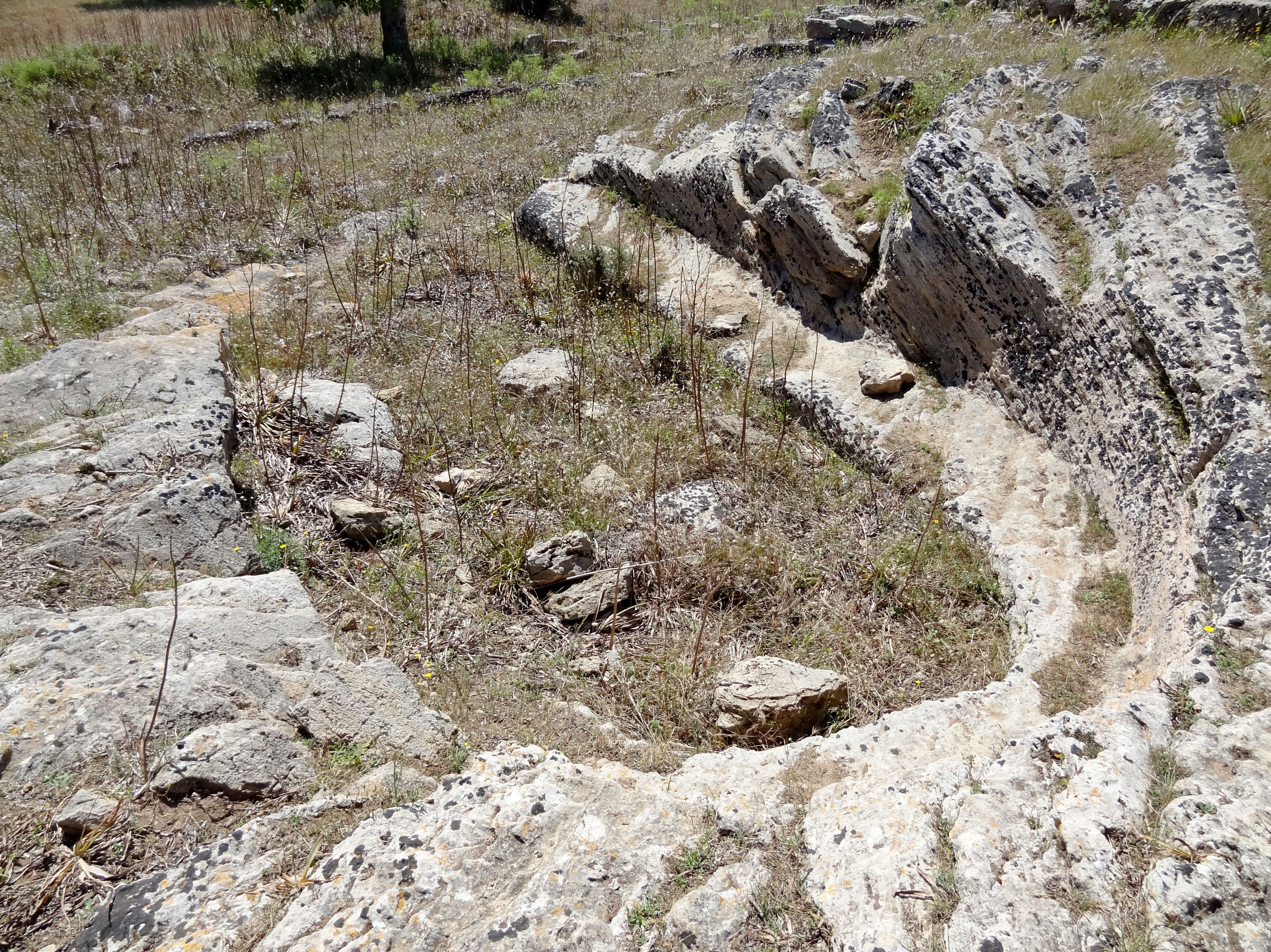
Naviforme en partie taillé dans le rocher, à Es Figueral de Son Real (Majorque).

Les fouilles archéologiques indiquent que la population augmente et se sédentarise. L'économie repose encore majoritairement sur le pastoralisme (chèvres, moutons) et la cueillette mais l'agriculture progresse. La découverte de meules dormantes et celle de traces d'orge carbonisé (S'Alblegai, Torralba d'en Salort) évoquent l'essor de la consommation de céréales. La présence d'animaux domestiques (chiens, porcs, vaches) est prouvée.  L'étude détaillée des squelettes de 24 individus (14 hommes, et 10 femmes) découvert dans la grotte d'Es Càrritx a permis de mieux connaître le profil des populations vivant durant cette période : les hommes sont plus grands que les femmes (respectivement 164 cm et 151 cm) et aucun squelette ne portait de traces de blessures violentes mais les traces de maladies infectieuses sont fréquentes (adultes et enfants). Les analyses chimiques des os et celles des restes alimentaires retrouvés (Coll de Cala Morell) indiquent une alimentation reposant sur la consommation de protéines animales (chèvres, porcs, vaches) alors que la consommation de produits de la mer (poissons, mollusques) est sporadique, voire inexistante. Dans le village de Closos de Can Gaià (Majorque), on a découvert un édifice destiné au traitement et à la conservation d'une grande quantité de viande.
Les os d'animaux servent de matière première pour la confection d'objets domestiques (poinçons, aiguilles...) ou de parure (boutons triangulaires à « perforation en V », défenses de porc utilisées comme pendentifs...). Les productions céramiques s'améliorent, elles correspondent à des récipients de tailles diverses pour la cuisson ou le stockage des aliments. La métallurgie du bronze se développe : quelques traces d'une industrie métallurgique ont été découvertes à Minorque (scories de fonte à Son Mercer de Baix, mine de cuivre en plein air sur l'île de Colom) mais l'étain et une grande partie des objets en bronze doivent toujours être importés à Minorque comme à Majorque. Quelques objets ostentatoires d'origine étrangères font aussi leur apparition.

## Périodes talayotiques (1050 - 123 av. J.-C.)
Les talayots apparaissent dans la partie orientale des îles Baléares (Majorque et Minorque) à partir de la fin du Ier millénaire av. J.-C., atteignent leur apogée durant l'âge du bronze et sont peu à peu abandonnés à l'âge du fer. La focalisation des études préhistoriques sur ce type de monument a contribué à en faire une véritable charnière de l'historiographie néolithique consacrée par la définition d'une « culture talayotique » ou « période talayotique », elle-même divisée en trois sous périodes. Paradoxalement, la période proprement talayotique, celle où ce type de constructions atteint son apogée, est moins bien connue que celles qui la précède, le « proto-talayotique » (1050- 850 av. J.-C.), et qui lui succède, le « post-talayotique » (550 -123 av. J.-C.).